# Tepuy Angasima
Le tepuy Angasima est une montagne qui culmine à 2 250 mètres d'altitude. Il est situé dans l'État de Bolívar au Venezuela. Il est situé dans le parc national Canaima.